# Edifici al carrer Principal, 2 (Massoteres)
L'Edifici al carrer Principal, 2 és un edifici del municipi de Massoteres (Segarra) que forma part de l'Inventari del Patrimoni Arquitectònic de Catalunya.

## Descripció
És un edifici que consta de dues façanes descriptibles. A la façana oest, que dona al carrer principal, a la planta baixa, hi ha entrada rectangular amb gran llinda de pedra i porta de fusta amb vaivé. Al pis següent, hi ha una finestra amb llinda de pedra i ampit. Al darrer pis, hi ha una petita obertura a l'alçada de les golfes.
A la part esquerra d'aquesta façana, hi ha una estructura adossada. La part de dalt forma part de l'habitatge, i la part de sota, formant porxo que uneix un costat i altre del carrer. La part que dona a l'entrada de l'habitatge, el porxo comença amb un arc rebaixat, a sobre hi ha un balcó individual amb barana de ferro. Al darrer pis, hi ha una terrassa amb barana de formigó, amb obertures de al llarg d'ella. Resseguint el porxo, tot seguit hi ha un arc adovellat de mig punt. A l'altre costat de porxo, hi ha un arc ogival amb dovelles. A la part de l'edifici, a l'esquerra, hi ha un balcó individual amb barana de ferro, i a la part superior de la façana, un petita obertura al centre.
A la façana que dona al carrer major, al primer pis al centre hi ha un balcó amb barana de ferro. A cada costat del balcó, hi ha una finestra, la de l'esquerra amb ampit. Al darrer pis hi ha dues finestres acabades en arc escarser. La coberta és de dues vessants.